# Synagoge (Rheda)

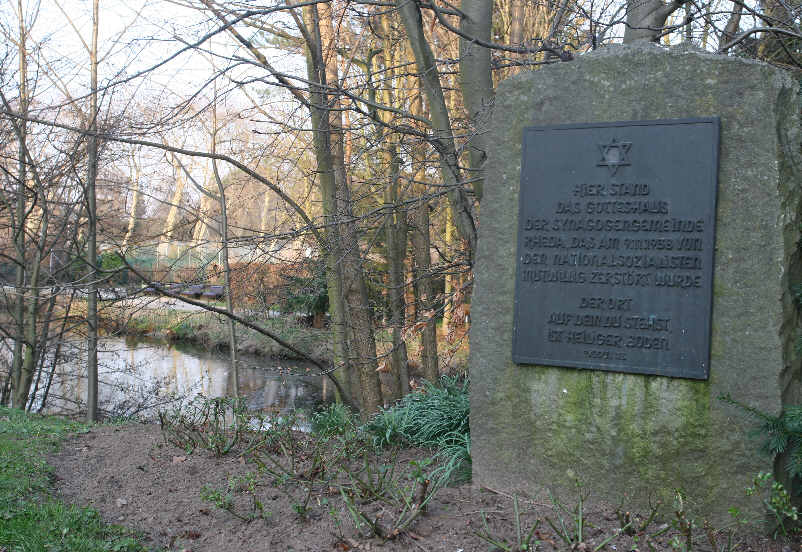
Gedenkstein am Standort der ehemaligen Rhedaer Synagoge

Die Synagoge Rheda in Rheda, heute Ortsteil von Rheda-Wiedenbrück im Kreis Gütersloh, war eine westfälische Landsynagoge. Das jüdische Gotteshaus wurde im Jahr 1802 geweiht und fiel am 10. November 1938 um 3 Uhr morgens während der Novemberpogrome der Brandstiftung durch Nationalsozialisten zum Opfer.

## Geschichte
Urkunden belegen ab dem Mittelalter die Anwesenheit von Juden in der Region. Nach ihrer zeitweiligen Ausweisung wurden ab dem frühen 18. Jahrhundert in Rheda erneut Schutzbriefe verteilt. Die Benennung eines Vorstehers im Jahr 1781 bezeugt die Gründung einer jüdischen Gemeinde. 1853 erfolgte die formale Errichtung des Synagogenbezirks Rheda, zu der auch die Gemeinden Herzebrock, Wiedenbrück und Langenberg zählten.
Nachdem zunächst ein hölzernes Rundgebäude als Betstätte diente, erwarb man im Jahr 1802 vom Landesherrn ein Grundstück am Steinweg, auf dem im gleichen Jahr eine Fachwerksynagoge errichtet wurde. 1860 wurde zudem in unmittelbarer Nachbarschaft eine jüdische Schule erbaut. Anlässlich des einhundertsten Jubiläums der Synagoge erfolgte 1902 (wie schon zuvor in den Jahren 1843 und 1845) die Renovierung des Gotteshauses.
In den frühen Morgenstunden des 10. Novembers 1938 setzten Mitglieder der SA, die sich zuvor in der benachbarten Gaststätte Neuhaus versammelt hatten, die Rhedaer Synagoge in Brand. Die Überreste wurden in der darauf folgenden Zeit abgerissen und das Grundstück verkauft.

## Architektur und Einrichtung
Die Synagoge war ein einfacher Fachwerkbau mit rechteckigem Grundriss. Im Osten befand sich ein Anbau für den Toraschrein. Jeweils zwei abgerundete Fenster versorgten den Betraum im Norden, Osten und Süden mit Tageslicht. Die blau gestrichene Decke war mit goldenen Sternen verziert. Eine nur selten benutzte Frauenempore im Obergeschoss sowie ein Harmonium gehörten zur weiteren Einrichtung der Synagoge.

## Erinnerung an die Synagoge
Am 27. August 1980 wurde an dem ehemaligen Standort des Gotteshauses ein vom Bildhauer Hubert Hartmann angefertigter Gedenkstein errichtet. Er enthält folgende Inschrift: „Hier stand das Gotteshaus der Synagogengemeinde Rheda, das am 9.11.1938  von den Nationalsozialisten mutwillig zerstört wurde. Der Ort, auf dem Du stehst, ist heiliger Boden.“ Die Gedenkrede hielt der gebürtig aus Rheda stammende Hebraist Werner Weinberg. Ein maßstabsgerechtes Holzmodell der Synagoge wurde darüber hinaus zu verschiedenen Gelegenheiten der Öffentlichkeit gezeigt.